# Березовський Олег Володимирович
Оле́г Володи́мирович Березо́вський — старший лейтенант Збройних сил України, Національна гвардія України. Учасник російсько-української війни.

## Життєпис
Захоплювався грою на фортепіано, малюванням. Займався бойовими мистецтвами — боксом, кікбоксингом, тайським боксом, тхеквондо. Неодноразовий чемпіон України з кікбоксингу й тайського боксу. Закінчив навчання в Академії внутрішніх військ МВС України.
Служив у Дніпропетровському батальйоні з конвоювання та охорони підсудних. Обіймав посади командира взводу, заступника командира роти з виховної роботи. Пройшов відбір до спецпідрозділу, командир бойової групи.
3 липня 2014 року колона з 6 бронемашин Національної гвардії вирушила в напрямку Миколаївки поблизу Слов'янська із завданням зайняти оборону у вказаному квадраті, одночасно провівши розвідку місцевості. Під час руху колона кілька разів потрапляла під незначні обстріли терористів. Близько опівдня транспортна колона натрапила на засідку сепаратистів, які почали круговий розстріл. Вояки на ходу відстрілювалися, Березовський з автомата вів вогонь через бійницю другого БТРа. У корпус бронемашини влучив снаряд, пролунав вибух, Олега оглушило та осліпило. Коли він оговтався від шоку й розплющив очі, побачив, що не має кистей рук.
Прооперований у лікарні міста Лиман, на подальше лікування перевезений до Харківського військового госпіталю. На той час його батьки не знали, що син на війні. 8 липня доправлений літаком до Центрального госпіталю Міністерства оборони в Києві.
Олегом опікувалися волонтери. Генерал Полторак, вручивши орден, пообіцяв, що найсучасніші протези кистей рук придбають державним коштом.

## Нагороди
15 липня 2014 року — за особисту мужність і героїзм, виявлені у захисті державного суверенітету та територіальної цілісності України, вірність військовій присязі під час російсько-української війни, відзначений — нагороджений орденом «За мужність» III ступеня.